# John Brodrick
Pour les articles homonymes, voir Brodrick.
Cet article possède un paronyme, voir St John Brodrick.
Le général l'hon. John Brodrick (3 novembre 1765 - 9 novembre 1842) est un général de l'armée britannique et gouverneur de la Martinique . 

## Biographie
Il est né à Reading, le plus jeune fils de George Brodrick (3e vicomte Midleton) et de son épouse Albinia Townshend. Il est le frère de George Brodrick (4e vicomte Midleton) et Charles Brodrick, archevêque de Cashel. 
Il rejoint l'armée en tant qu'enseigne des Grenadier Guards en 1782. Il combat au siège de Dunkirk en 1793 et à la prise du Fort St André l'année suivante . Il est promu capitaine et lieutenant-colonel en 1794 et colonel en 1801. En 1808 et 1809, il sert dans la Guerre d'indépendance espagnole et, de juin 1809 à 1812, promu major-général, il est gouverneur de la Martinique pendant une période d'occupation britannique. Il est promu général au 22 juillet 1830. 
Il meurt en 1842 et est enterré à Reading. Il épouse Anne Graham, fille de Robert Graham de Fintry, Kent. Ils ont un fils, John Robert, et trois filles. 